# Tachyoryctes naivashae
Tachyoryctes naivashae är en däggdjursart som beskrevs av Thomas 1909. Tachyoryctes naivashae ingår i släktet afrikanska rotråttor, och familjen råttdjur. Inga underarter finns listade i Catalogue of Life.
Gnagarens holotyp hittades vid Naivashasjön i södra Kenya i ett område som ligger 1935 meter över havet. Arten godkänns inte av IUCN. Den betraktas där som synonym till Tachyoryctes splendens.